# 薛承學
薛承學（1440年—？），字志參，直隸常州府武進縣人，民籍，明朝政治人物。

## 生平
成化四年（1468年）戊子科應天府鄉試第九十六名舉人。成化十七年（1481年）中式辛丑科會試第一百二十二名，三甲第二十七名進士。

## 家族
曾祖薛浩之；祖父薛希賢；父薛瑄，封監察御史。母史氏（封孺人）。具庆下。兄薛为学（監察御史）。